# Communauté de communes du canton de Domme
La communauté de communes du canton de Domme est une ancienne communauté de communes française, située dans le département de la Dordogne, en région Aquitaine.
Elle faisait partie du Pays du Périgord noir.

## Historique
La communauté de communes a été créée le 24 décembre 1997 pour une prise d’effet au 1er janvier 1998.
Le 5 novembre 2001, la commune de Domme adhère à l’intercommunalité.
Par arrêté no 2013149-0007 du 29 mai 2013, la fusion entre la communauté de communes du canton de Domme et la communauté de communes du Pays du Châtaignier prend effet le 1er janvier 2014. La nouvelle entité porte le nom de communauté de communes de Domme-Villefranche  du Périgord.

## Composition
Comme son nom l'indique, la communauté de communes du canton de Domme regroupe les quatorze communes du canton de Domme :
1. Bouzic
2. Castelnaud-la-Chapelle
3. Cénac-et-Saint-Julien
4. Daglan
5. Domme
6. Florimont-Gaumier
7. Groléjac
8. Nabirat
9. Saint-Aubin-de-Nabirat
10. Saint-Cybranet
11. Saint-Laurent-la-Vallée
12. Saint-Martial-de-Nabirat
13. Saint-Pompont
14. Veyrines-de-Domme

## Démographie
Au 1er janvier 2013, pour sa dernière année d'existence, la communauté de communes du canton de Domme avait une population municipale de 6 566 habitants.

## Politique et administration
| Période      | Période       | Identité       | Étiquette | Qualité |
| ------------ | ------------- | -------------- | --------- | --- |
| janvier 1998 | décembre 2013 | Germinal Peiro | PS        | Maire de Castelnaud-la-Chapelle (1983-2014) Conseiller général du canton de Domme (1988-2015) Député (1997-2017) |

## Compétences
L'arrêté préfectoral no 2013186-0001 du 5 juillet 2013 redéfinit les compétences de la communauté de communes :
- Aménagement de l'espace.
- Développement économique.
- Mise en valeur de l'environnement.
- Voirie.
- Bureau d'actions sociales.

### Sources
- Le SPLAF (Site sur la Population et les Limites Administratives de la France)
- CC du Canton de Domme, base BANATIC de la Dordogne